# Grzbiet Reykjanes
Grzbiet Reykjanes – podwodny grzbiet śródoceaniczny w północnej części Oceanu Atlantyckiego. Jest częścią Grzbietu Północnoatlantyckiego znajdującą się na południe od Islandii.